# Pseudasellodes nigrofasciaria
Pseudasellodes nigrofasciaria là một loài bướm đêm trong họ Geometridae.